# شارع الطوسي
شارع الطوسي هو شارع للمشاة تجاري، طوله 250 متراً، في مدينة النجف بقضاء النجف بمحافظة النجف وسط العراق، يبدأ من العتبة العلوية جنوباً إلى باب الطوسي، عند شارع السور المجاور لمقبرة وادي السلام شمالاً، وفي شارع الطوسي سوق تجارية للسلع المفردة.